# Геј стрејт алијанса (организација)
Геј стрејт алијанса је удружење грађана које делује у Србији. Основана је 2005. године, а седиште јој је у Београду. Организација као своју главну мисију истиче „промовисање и заштиту људских права грађана и грађанки Србије, а посебно људских права ГЛБТ особа“. Први председник Геј стрејт алијансе био је Борис Милићевић, који је ту функцију обављао од оснивања удружења, 2005. године, па све до јуна 2010. када се повукао, наводећи као разлог умор и лошије здравствено стање. Вршилац дужности председника Геј стрејт алијансе од тада па до данас је Лазар Павловић.
Захваљујући широком спектру активности, међу којима се посебно истичу презентовање годишњег извештаја о стању људских права ЛГБТ особа у Србији, организовање трибина на тему људских права, састанци са представницима политичких партија и државних органа, протести и иступи у медијима, као и учешћу у организацији прве непрекинуте Параде поноса ЛГБТ особа у Србији, која је одржана 10. октобра 2010. у Београду, Геј стрејт алијанса је данас једна од најпознатијих организација у Србији која се бави проблемима ЛГБТ популације.

## Мисија и циљеви
Основни циљеви и вредности за које се залаже Геј стрејт алијанса садржани су у њеном манифесту.
Према овом документу, основне вредности за које се залаже организација су:
- Равноправност свих грађана без обзира на лично својство;
- Солидарност између грађана и солидарност државе и друштва са грађанима без обзира на њихове различитости;
- Ненасиље; Конфликти у било којем облику морају се решавати мирним путем;
- Толеранција и отклањање свих облика нетрпељивости, надмоћи и дискриминације а посебно хомофобије и хетеронормативног система вредности.

Циљеви које организација жели да оствари су:
- Сузбијање насиља;
- Спречавање дискриминације;
- Доношење закона којим би се регулисао статус истополних заједница и решили проблеми са којима се особе које живе у оваквим заједницама сусрећу.

## Активности
Почевши од 2007. године, Геј стрејт алијанса објављује редовне годишње извештаје о стању људских права ЛГБТ особа у Србији. Последњи такав извештај објављен је у марту 2010. године, под називом „Нема повлачења нема предаје“.
Током предизборне кампање за председничке изборе 2008. године у Србији, организација је саставила упитник који је послала свим кандидатима за председника Србије. Питања у упитнику тицала су се односа председничких кандидата према проблемима ЛГБТ заједнице. Четири председничка кандидата одговорила су на упитник Геј стрејт алијансе, то су били Миланка Карић, Иштван Пастор, Југослав Добричанин и Чедомир Јовановић.
Геј стрејт алијанса се са другим невладиним организацијама снажно залагала за усвајање антидискриминационог закона, који је, након што је једном повучен из скупштинске процедуре због примедби Српске православне цркве и других верских организација, усвојен у марту 2009.
Чланови Геј стрејт алијансе уређују радио емисију „Дежурни квирци“ на Новом Радио Београду, која се емитује уторком од 14 до 16 часова, а може се слушати преко Интернета.
У сарадњи са Центром за слободне изборе и демократију (ЦеСИД), Геј стрејт алијанса је 2008. и 2010. године спровела истраживање које се бави степеном хомофобије у Србији и односом опште јавности према ЛГБТ популацији. Истраживање су 2010. помогле и амбасаде Немачке и Холандије.
Геј стрејт алијанса била је један од иницијатора одржавања Параде поноса ЛГБТ особа 2009. године, али је због неспоразума са другим ЛГБТ организацијама избачена из организационог одбора. Касније је Парада поноса отказана јер држава није могла гарантовати безбедност организаторима на предвиђеној траси.
Геј стрејт алијанса је и следеће године предводила напоре да се у Србији одржи прва Парада поноса, и била је један од главних организатора Параде која је одржана 10. октобра 2010. У склопу тих активности одржани су састанци са представницима већине парламентарних странака у Србији, позив за разговоре одбили су Демократска странка Србије, Нова Србија, и Јединствена Србија.
Представнике Геј стрејт алијансе и других ЛГБТ организација примио је крајем јуна 2010, председник Србије Борис Тадић, и том приликом дао своју подршку за одржавање Параде поноса у Србији.

## Инциденти
Руководство „Сава центра“ у Београду забранило је Геј стрејт алијанси да одржи прес-конференцију у просторијама центра. Конференција, на којој је требало да буде представљен извештај о стању људских права ЛГБТ особа у 2008. години, је требало да се одржи 24. фебруара 2009. Ова одлука довела је до протеста активиста Геј стрејт алијансе и њихових пријатеља, који су у једном тренутку ушли у биоскопску салу „Сава центра“, и прекинули пројекцију филма Милк, који је приказиван у оквиру међународног филмског фестивала „FEST“. Због отказивања конференције касније су се извинили директор „Сава“ центра Драган Вучићевић и градоначелник Београда Драган Ђилас.
Следећег месеца Геј стрејт алијанса је поново спречена да одржи конференцију за новинаре са истим поводом у Крагујевцу. Конференција за новинаре је прекинута након што су непозната лица разбила стакло на улазним вратима просторије у којој је био скуп. У јуну 2010. године прекинута је трибина Геј стрејт алијансе и Квирија центра у Београду, на којој су ове организације започеле кампању за прикупљање 10.000 потписа грађана који подржавају одржавање Параде поноса. Трибина је прекинута након што је примљена лажна дојава о постављеној бомби у згради скупштине града у којој се одржавала.